# Clive W. J. Granger
Sir Clive William John Granger (4. září 1934, Swansea Wales – 27. května 2009) byl britský ekonom. Spolu s Američanem Robertem F. Englem získal roku 2003 Nobelovu cenu za ekonomii za vyvinutí metod analýzy ekonomických časových řad vykazujících časově podmíněnou volatilitu.